# Chandia
Chandia é uma cidade e uma nagar panchayat no distrito de Umaria, no estado indiano de Madhya Pradesh.

## Geografia
Chandia está localizada a 23° 39′ N, 80° 42′ L. Tem uma altitude média de 398 metros (1305 pés).

## Demografia
Segundo o censo de 2001, Chandia tinha uma população de 12 806 habitantes. Os indivíduos do sexo masculino constituem 51% da população e os do sexo feminino 49%. Chandia tem uma taxa de literacia de 53%, inferior à média nacional de 59,5%; a literacia no sexo masculino é de 65% e no sexo feminino é de 40%. 17% da população está abaixo dos 6 anos de idade.